# Brochymena laevigata
Brochymena laevigata är en insektsart som beskrevs av Ruckes 1957. Brochymena laevigata ingår i släktet Brochymena och familjen bärfisar. Inga underarter finns listade i Catalogue of Life.